# Rikke Rohr
Rikke Rohr (født 23. maj 1984) er en dansk arkitekt MMA, debattør, aktivist, selvbygger og foredragsholder. Hun er arkitekt MAA og sidder bl.a. i repræsentantskabet for Realdania, Akademisk Arkitektforening og et udvalg under Akademirådet. Til dagligt arbejder Rikke Rohr som udøvende arkitekt hos MOLE Arkitekter på Frederiksberg.

## Offentlig debat
Rikke Rohr blev første gang kendt i den offentlige debat for at arrangere et større protest event imod nedrivningerne af Slagtergårdene på Vesterbro i København i 2018.  
I 2019 stiftede og afviklede Rikke Rohr det første danske folkemøde om byudvikling, arkitektur og demokrati Sydhavnens Folkemøde.   
Arrangerede 2023 Debat om Arkitektens Virke i Akademisk Arkitektforening. 

## Tillidshverv
I 2021 blev Rikke Rohr indvalgt til Repræsentantskabet i Akademisk Arkitektforening og samtidig valgt til leder af Akademisk Arkitektforening København, hvor hun var leder i to år. 
I 2022 blev Rikke Rohr udpeget til en arbejdsgruppe under Akademirådet, samt til juryen for Byens Sjæl  i selskab med blandt andre Søren Ulrik Thomsen, Karsten Ifversen, Camilla van Deurs m.fl. I efteråret 2022 blev Rikke Rohr valgt ind i Realdanias Repræsentantskab. 
 
I 2023 sidder Rikke Rohr i Advicery Boardet for Arkitektur Festivalen OPEN i Aarhus.   og senest har hun kastet sig ind i den offentlige debat om bæredygtighed i pensionsverdenen, hvor hun i april 2023 stiller op til bestyrelsen i Pensionskassen Arkitekter og Designere.

## Priser
2020 For Sydhavnens Folkemøde modtog Rikke Rohr arkitektur-prisen 'Årets Lille Arne'. 

2021 Statens Kunstfonds Drigstighedspris 

## Foredrag og formidling
Indslag ved HOUUSIG II: 
TV-program på DK4: 